# Gwyn Kirk
Pour les articles homonymes, voir Kirk.
Gwyn Kirk est une sociologue spécialisée sur les études de genre. C'est une militante pacifiste. Elle s'est beaucoup intéressée à l'écoféminisme et aux organisations de femmes pour la paix.

## Biographie
Gwyn Kirk grandit en Grande-Bretagne. En 1980, elle est titulaire d'un doctorat en sociologie politique de la London School of Economics. Son travail de recherche porte sur les politiques urbaines. Sa thèse est publiée sous le titre Urban Planning in a Capitalist Society.
Dans les années 1980, elle participe activement au camp de femmes pour la paix de Greenham Common. Elle lève des fonds pour soutenir le mouvement féministe et pacifiste. Elle écrit des articles et donne des conférences. En 1983, elle publie avec Alice Cook, Greenham Women Everywhere: Dreams, Ideas and Actions from the Women’s Peace Movement, afin de montrer la justesse du mouvement et de convaincre d'autres femmes à rejoindre le camp. L'ouvrage est publié en français en 2016.
En 1982, elle s'installe aux États-Unis  pour suivre le procès que Greenham Women Against Cruise Missiles intente contre Ronald Reagan.
Elle est membre fondatrice de Women for Genuine Security et International Women’s Network Against Militarism.
Elle partage son temps entre l'enseignement, la recherche, la publication et l'engagement. Elle donne des cours sur le genre ou la sociologie, dans différentes universités et collèges : Antioch College, Colorado College, Hamilton College, Mills College, université Rutgers, université de l'Oregon et université de San Francisco.
Avec Margo Okazawa-Rey, elle publie depuis les années 1990 Women's Lives: MulticulturalPerspectives et Gendered Lives: Intersectional Perspectives. Il s'agit de manuels de référence pour les études de genre, qu'elles mettent à jour régulièrement.
En 2011, elle réalise avec Lina Hoshino, Living Along the Fenceline. Ce documentaire dresse le portrait de : Alma Bulawan pour les Philippines, Diana Lopez pour San Antonio au Texas, Lisa Natividad pour l'île de Guam, Sumi Park pour la Corée du Sud, Terri Keko'olani Raymond pour Hawaï, Yumi Tomita et Zaida Torres pour Porto Rico. Ces sept femmes s'opposent par leurs actions à la présence militaire américaine dans leur pays. Ces bases militaires ne sont pas des zones de guerre, mais permettent aux États-Unis de partir en guerre partout dans le monde.

## Documentaires
- avec Lina Hoshino, Living Along the Fenceline, 2011

## Publications
- (en) Urban Planning in a Capitalist Society, Routledge, 2018Urban Planning in a Capitalist Society, Routledge, 2018
- (en) avec Alice Cook, Greenham Women Everywhere: Dreams, Ideas and Actions from the Women’s Peace Movement, South End Press, 1983publié en français en 2016 sous le titre Des femmes contre des missiles ; rêves, idées et actions à Greenham Common
- (en) Our Greenham Common: Feminism and Nonviolence, Routledge, 1994 (ISBN 9780429499142)
- (en) avec Margo Okazawa-Rey, Women's Lives: Multicultural Perspectives, McGraw-Hill Higher Education, 1998-2013, 615 p.1ère édition en 1993, 6ème édition en 2013
- (en) avec Margo Okazawa-Rey, Gendered Lives: Intersectional Perspectives, Oxford University Press, 2019, 640 p. (ISBN 9780190928285)7ème édition en 2019